# Draadstriptang

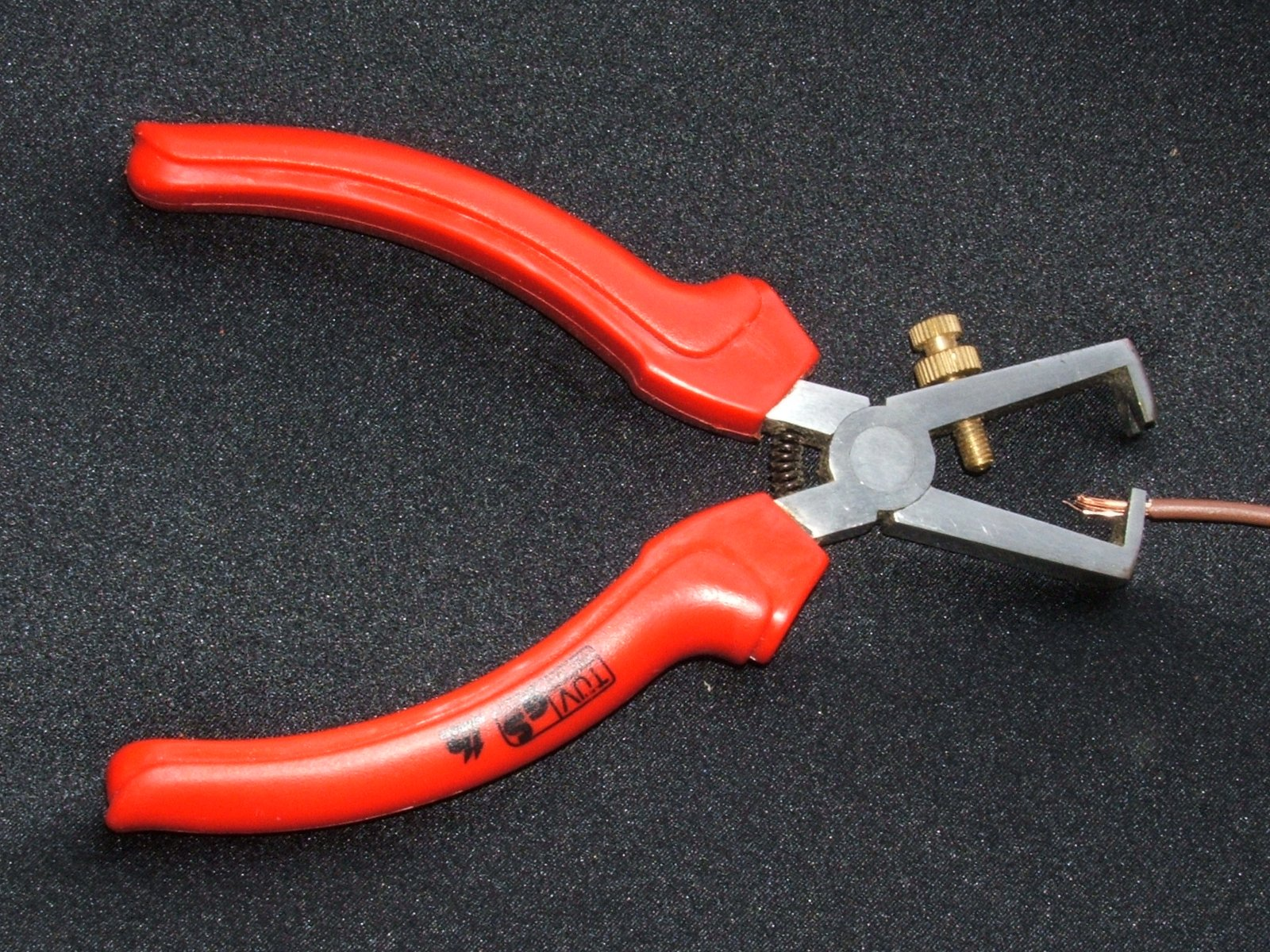
Draadstriptang

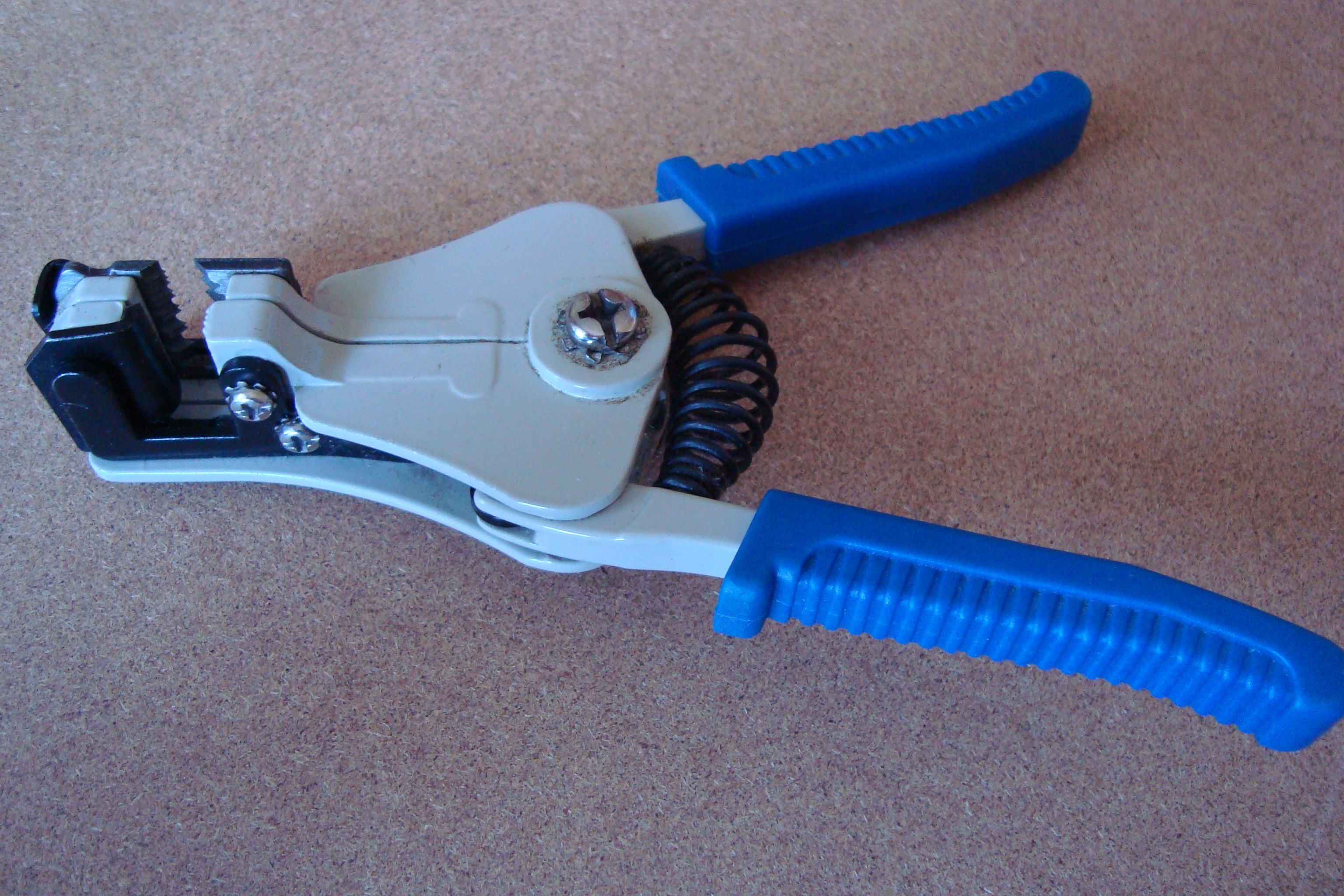
Automatische draadstriptang

Een draadstriptang is een soort tang bedoeld om een stukje isolatiemateriaal te verwijderen van een elektriciteitsdraad. 
Het hefboommechanisme wordt bij een draadstriptang gecombineerd met een blokkade op een instelbare afstand van de snijvlakken, om  tot een bepaalde diepte in het materiaal door te dringen. De afstand wordt ingesteld op de diameter van de geleidende kern, zodat de snijvlakken door het isolatiemateriaal dringen, maar de kern niet beschadigen. De tang pakt een stukje isolatiemateriaal beet, dat vervolgens van de draad kan worden verwijderd door de draad vast te houden en een trekkracht uit te oefenen met de tang.

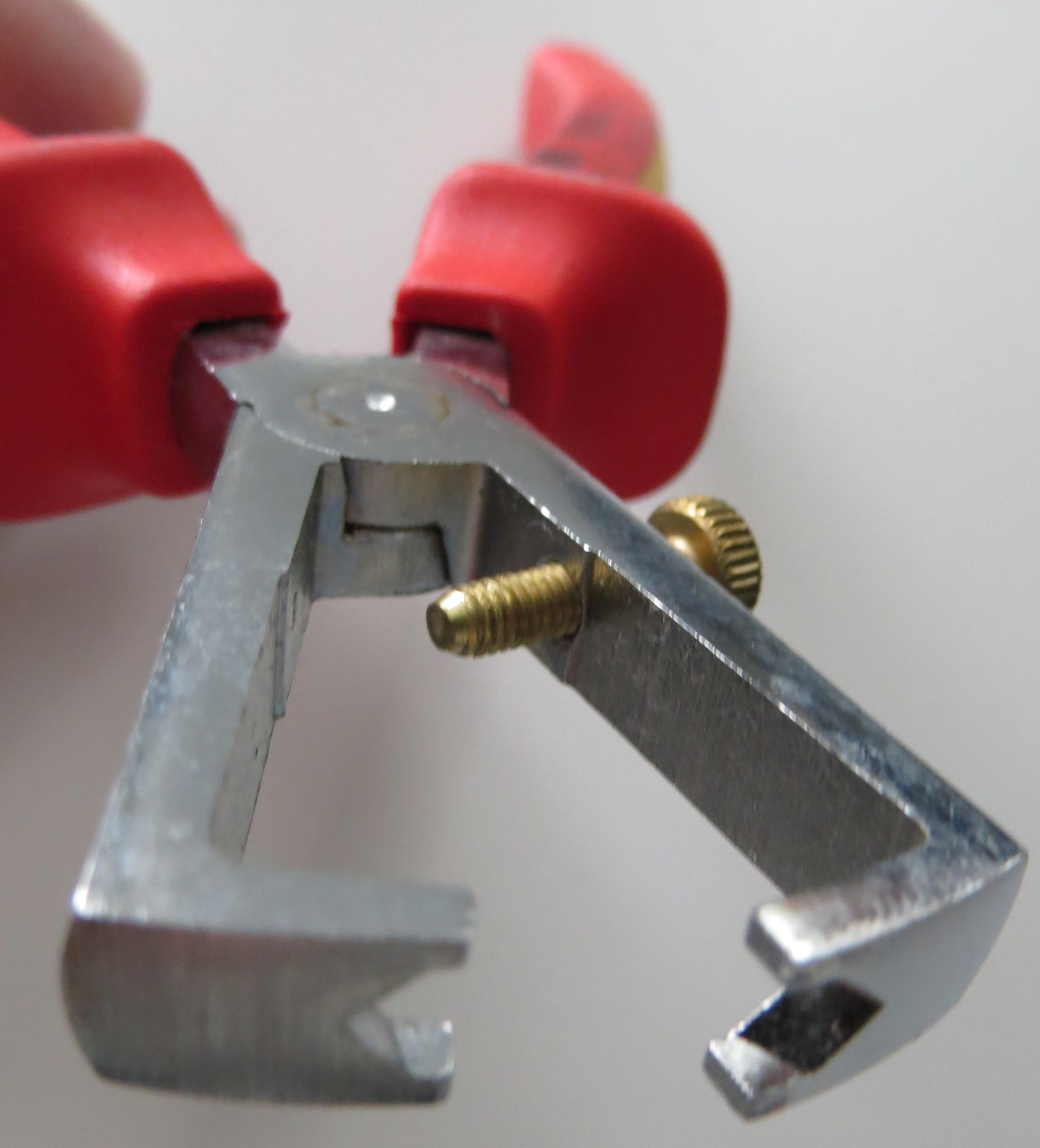
Detail van een gewone draadstriptang